# Анциферовская (Верховажский район)
Анциферовская — деревня в Верховажском районе Вологодской области.
Входит в состав Сибирского сельского поселения, с точки зрения административно-территориального деления — в Сибирский сельсовет.
Расстояние по автодороге до районного центра Верховажья — 45,6 км, до центра муниципального образования Елисеевской — 14,6 км. Ближайшие населённые пункты — Мухинская, Секушинская, Кузнецовская.
По данным переписи в 2002 году постоянного населения не было.